# Agriotes miniatocollis
Agriotes miniatocollis là một loài bọ cánh cứng trong họ Elateridae. Loài này được Chevrolat miêu tả khoa học năm 1835.